# Невістка
Неві́стка — дружина сина, брата, дівера: дружина стосовно сім'ї чоловіка: до його батьків (свекра та свекрухи), брата (дівера), сестри (зовиці) і чоловіка зовиці (зятя). Невістка для батька і матері чоловіка, ятрівка для братів і сестер чоловіка, вона ж є також невісткою для всієї його родини. Дружина брата також називається братова́ (діал. шва́грова), дружина дівера — ятрівка чи діверка, дружина сина в діалектах — синова́.

## Етимологія
Слово невістка походить від д.-рус. невѣста, прасл. *nevěsta («наречена», «невістка»). Походження *nevěsta не зовсім ясне. На думку більшості дослідників, утворене від *ne («не») і прикметника жіночого роду *věsta («знайома», «відома»), пов'язаного з дієсловом *věděti («знати», «відати»); таке найменування майбутньої дружини, дружини сина могло бути пов'язаним з табу (намаганням утаїти від злих духів перехід дівчини в іншу сім'ю). Інші дослідники виводять *nevěsta від ранішого *neu̯ou̯edta, утвореного від пра-і.є. *neu̯ («новий») і *u̯ed(h) («вести», «брати заміж»), тобто «новоприведена»: пор. лит. vesti («одружуватися»), nauveda («молода»), д.-рус. водити жену («одружуватися»), водимая («дружина»); але неясною залишається причина наявності кореневого [ě] замість очікованого [e]. Також виводиться від *ne-u̯ois-ta < *ne-u̯oiḱ-ta (з пра-і.є. u̯oiḱ- — «рід»), тобто «нерідна»; чи від *ne-u̯ēd-tā, тобто «ще не викрадена». Недостатньо обґрунтовані версії: 
1) від *nevĕ (форми місцевого відмінка від пра-і.є. *neu̯os — «новий») і *sthā (пор. староста), тобто «та, що перебуває в новому становищі»; 
2) від *neu̯istha (найвищого ступеня порівняння *neu̯os), тобто «найновіша», «наймолодша»; 
3) від *neu («ново-») і *ēdtā (пасивного дієприкметника від *ēdō — «приймати»), тобто «новоприйнята»; 
4) від *ne і *vēdno («віно»), тобто «не продана». Сумнівні також зіставлення з лит. vaisa («плодючість»), pavaisti («зачати»), тобто «ще не запліднена»; з лат. noverca («мачуха»), тобто «нова жінка в сім'ї».
У праслов'янській мові для позначення дружини сина, брата вживалося також слово *snъxa (звідки заст. діал. сноха, рос. сноха, старопол. snecha, чеськ. snacha, болг. снъха, серб. снаха/snaha, словен. snaha). Воно вважається спорідненим з грец. νυός, лат. nurus, давн.в-нім. snur, нім. Schnur, давн-англ. snuru, вірм. նու, ну, санскр. स्नुषा, снуша (всі означають «невістка»), алб. nuse («наречена»), і походить від пра-і.є. *snusós, очевидно, пов'язаного з *sneu («в'язати», звідки й прасл. *snovati — «снувати»). Похідне розмовне слово снохач («свекор, який має статеві зносини з невісткою») запозичене з російської мови.

## Інше
«Невістка», «невістулька» — народні назви королиці звичайної, які рослина отримала за білий колір пелюсток квіток, схожих на вбрання нареченої («невісти»).